# Langley with Hardley
Langley with Hardley är en civil parish i Storbritannien.   Den ligger i grevskapet Norfolk och riksdelen England, i den sydöstra delen av landet, 160 km nordost om huvudstaden London. Antalet invånare är 489. Arean är 15,1 kvadratkilometer.
Terrängen i Langley with Hardley är mycket platt.